# 가시마선
가시마선(鹿島線)은 지바현 가토리시의 가토리역으로부터 이바라키현 가시마시의 가시마 축구 스타디움 역에 이르는 동일본 여객철도(JR동일본)의 철도 노선(지방교통선)이다.

## 노선 정보
- 관할(사업 종별)：동일본 여객철도(제１종 철도 사업자)·일본화물철도(제2종 철도 사업자)
- 노선 거리(영업 거리)：17.4km
- 궤간：1067mm(협궤)
- 역수：6역(종점역 포함)
- 복선 구간：없음(전선 단선)
- 전철화 구간：전선(직류 1500V)
- 폐색 방식：단선 자동 폐색식
- 운전 지령소：지바 수송 지령실

## 노선 개요
일본 철도 건설 공단에 의해서 건설되어 개통은 1970년으로 비교적 새로운 노선이다.
국가적인 개발 프로젝트였던 가시마 임해 공업지대의 개발·발전에 기여하기 위해 현재의 가시마 임해 철도의 영업 노선(오아라이 가시마 선·가시마린코 선)과 함께 계획·건설되어 가토리 - 북 가시마(현재의 가시마 축구 스타디움)간이 일본 국철의 「가시마 선」으로서 개통했다.
일본 철도 건설 공단에 의해서 건설된 노선이기 때문에 전선의 대부분이 고가 노선이다. 나리타선과의 분기점을 지나면 가시마 선내에는 건널목은 하나도 없다. 이것은 접속처의 오아라이 가시마 선에서도 미토역 부근을 제외하면 마찬가지이다. 또 도네가와·히타치 도네가와·기타우라에 가설되는 교량은 모두 장대하고, 수역이 많은 수향 지대를 고가·교량에서 관통한 것 같은 노선이며, 단거리 노선이면서 노선 설비의 규격이 비싼 노선이다. 다만 교량, 특히 기타우라에 걸리는 부분은 장대하기 때문에 강풍시는 속도 제한, 운전 보류를 하는 일이 있다.
나리타선의 사와라의 1개처인 가토리로부터 분기 해, 붓꽃으로 유명한 이타코, 가시마 신궁·가시마 축구 스타디움·스미토모 금속공업으로 유명한 가시마시의 중심인 가시마진구역을 경유해, 가시마 축구 스타디움 역을 종점으로 한다.
일반적으로 가시마 선의 운용 구간은 사와라 - 가시마 신궁간이라는 인식이 강하고,JR에 있어서의 실질적인 여객상의 운용 범위는 가시마 신궁까지이다. 가시마 신궁 - 가시마 축구 스타디움간은 JR구간이지만 가시마 임해철도 오아라이카시마 선의 차량이 여객 수송을 담당한다. 따라서 가시마 선의 가시마 신궁 - 가시마 축구 스타디움간에 오아라이 가시마 선이 노선 연장하는 형태가 되지만, 특히 다객이 전망될 때는 가시마 신궁 더 먼 곳에서 가시마 축구 스타디움에 걸쳐 JR에 의한 여객 수송을 하는 경우가 있다.
가시마 임해 철도의 차량이 가시마 신궁까지 노선 연장하는 경우, 회사 경계역인 가시마 축구 스타디움에서의 승무원의 교대는 없지만 통상의 타사 차량 노선 연장의 취급이 되어 가시마 신궁 - 가시마 축구 스타디움간의 운임은 JR의 운임이 적용되어 JR선구간과 오아라이 가시마 선의 구간을 통해 승차할 때는 JR과 가시마 임해 철도의 합계 운임이 필요하다. 다만 가시마 신궁 - 고야다이 역사이의 이용에 한정해 승계 할인으로서 양 회사의 합계 운임으로부터 30엔의 할인이 설정되어 있다. 또 가시마 사커 스타디움 역은 가시마 스타디움의 이벤트 개최일만 영업하는 임시역이므로, 통상은 동역을 통과하는 것을 기본으로 한다. 동역까지 유효한 JR승차권을 가지고 있는 경우는 비록 동역이 영업하고 있지 않는 날에서도 동역까지 운임은 유효하고, 가시마 임해 철도의 역에서 하차하는 경우는 가시마 축구 스타디움으로부터의 가시마 임해 철도의 운임만 지불하면 좋다.
이용자는 현지의 연선 주민이 대부분으로, 순전한 로컬 수송에 머물고 있다. 특급 「아야메」가 도쿄까지 운행되지만 현재의 편수는 1일 1왕복에 머물러, 공업도시로서 발전이 현저한 가시마시 - 도쿄간의 연결은 히가시간토 자동차도를 경유하는 고속버스가 압도적인 쉐어를 가진다.
여객 열차 외에,화물 열차도 운행되고 있다.

## 운행

### 여객 열차
나리타선으로부터의 분기역은 가토리역이지만, 운전 계통상의 분기역은 사와라역이다. 운행 편수는 매시 1편 정도로, 지바역, 나리타역 또는 사와라 역으로부터의 보통 열차가 가시마진구역까지 운행되고 있다. 1일 1차량만 요코스카 선·소부 쾌속선으로부터의 직통 열차도 있어, 사쿠라역과 나리타 공항행 열차로부터 분할된 부속 편성의 4량이 사용된다. 모두 종착은 가시마진구 역이다.
우등 열차로서는 도쿄 - 가시마 신궁간에 특급 「아야메」가 1왕복 운행되고 있지만, 사와라 - 가시마 신궁간은 보통 열차(특급 요금 불요의 각 역 정차)이다.
가시마 신궁 - 가시마 축구 스타디움간은 야간 유치를 위한 회송 열차 이외 JR차의 운행은 없고, 가시마 임해철도 오아라이카시마 선으로부터의 노선 연장 열차(기동차)만이 운행된다.
2002년 FIFA 월드컵 개최시에 도쿄 방면에서 JR의 열차(전철)을 가시마 축구 스타디움 역까지 운전하는 수송 계획을 세울 수 있었지만, 전년에 발생한 효고현 아카시시의 보도교 압사 사고를 교훈으로 경비상의 문제로부터 보류되었다. 그 후, 2006년 7월 15일의 2006 JOMO 올스타 축구에 즈음하여 처음 JR동일본의 여객 차량이 가시마 축구 스타디움 역까지 영업 운행(임시 열차)되었다. 2008년부터 가시마 안트라즈 홈 게임의 일부의 시합 개최시에 지바행의 임시 직통 열차가 가시마 축구 스타디움 역으로부터 운행되게 되었다.

### 화물 열차
화물 열차는 다카사키 기관구의 EF65형 전기 기관차의 견인으로 가시마 축구 스타디움 역까지 운행되어 가시마 임해 철도 가시마린코 선의 가미스 방면으로 인계된다. 가시마 임해 철도 가시마린코 선내에서 하역 하는 컨테이너 수송이나 가시마 공업 지역에서 제조·소비되는 화성품의 탱크차에 의한 수송이 주된 수입원이다.
이전에는 EF80형, EF81형 전기 기관차, DD51형 디젤 기관차등이 견인하고 있었던 시기도 있었다.

## 사용 차량
- 209계 2000번대 및 2100번대(마쿠하리 차량 센터 소속, 2010년 12월 4일부터 운행 개시)
  - 4량편성만 운행된다.
- 113계(2010년 12월 3일까지)
  - 마쿠하리 차량 센터의 113계는 4량과 6량의 2종류가 있지만,6량 편성은 들어가지 않는다.
- E217계(가마쿠라 차량 센터 소속)
  - 4량의 부속 편성만 입선 한다.
  - 덧붙여 2002년 FIFA 월드컵 당시 가시마 축구 스타디움이 사용되었을 때는 1등차 부착의 11량 편성이 사용되었다. 나리타선 이외로 E217계의 11량이 들어간 것은 이 때가 처음이다. 그 후 1·2해는 가시마 축구 스타디움에서 국제급의 시합이 있을 때 11량으로의 운행이 있었지만, 이용객이 정착하지 않고 현재는 11량 편성이 운행되는 것은 찾기 힘들다.
- E257계 500번대
  - 2005년 12월 10일부터 운용 개시. 특급 「아야세」에 충당된다. 다만 가시마 선내는 보통 열차로서 운행한다. 또 송출되는 보통 열차(5522M·5525M·5553M)에도 운용된다.

## 역사
가시마 임해 공업지대의 개발에 따라 부설된 노선이다.
- 1970년 8월 20일 가시마 가토리 - 가시마 신궁간(14.2km)개통
- 1970년 11월 12일 가시마 신궁 - 북 가시마(현재의 가시마 축구 스타디움)간(3.2km·화물선) 개통. 가토리 - 북 가시마간에서 화물 영업 개시.
- 1974년 10월 26일 가토리 - 북 가시마간 전철화
- 1978년 7월 25일 가시마 신궁 - 북 가시마간에서 여객 영업 개시(가시마 임해 철도 가시마린코 선 여객 영업 개시에 의한다. 다만 북 가시마역에서의 여객 취급은 행해지지 않는다. 이하 동일.)
- 1983년 12월 1일 가시마 신궁 - 북 가시마간의 여객 영업 폐지(가시마 임해 철도 가시마린코 선 여객 영업 폐지에 의한다.)
- 1985년 3월 14일 가시마 신궁 - 북 가시마간에서 여객 영업 개시(가시마 임해철도 오아라이카시마 선 개통에 의한다.)
- 1987년 4월 1일 일본국유철도 민영화에 의해 동일본 여객철도에 승계. 일본화물철도가 제2종 철도 사업자가 된다.
- 1994년 3월 12일 북 가시마 역을 가시마 축구 스타디움 역으로 개칭. 축구 시합일의 가시마 임해 철도 오아라이카시마 선의 일부 열차에 한정해 여객 영업 개시.

## 역 목록
- 편의상 전열차가 직통하는 나리타선 사와라역으로부터의 구간을 기재.
- 가시마 선내에서는 모든 정기 여객 열차가 임시역 이외의 전역에 정차.
- *표시：열차 환승이 불가능한 역

| 노선명                          | 역명     | 역간 영업 거리 | 누계 영업 거리                                               | 접속 노선                                           | 소재지          | 소재지          |
| ------------------------------- | -------- | -------------- | ------------------------------------------------------------ | --------------------------------------------------- | --------------- | --------------- |
| ※                               | 사와라역 | -              | 3.6                                                          | 동일본 여객철도：나리타선（나리타 방면：직통 있음） | 지바현 가토리시 | 지바현 가토리시 |
| ※                               | 가토리역 | 3.6            | 0.0                                                          | 동일본 여객철도：나리타선（조시 방면）              | 지바현 가토리시 | 지바현 가토리시 |
| 가시마선                        | 가토리역 | 3.6            | 0.0                                                          | 동일본 여객철도：나리타선（조시 방면）              | 지바현 가토리시 | 지바현 가토리시 |
| 주니쿄역*                       | 3.0      | 3.0            |                                                              |                                                     | 지바현 가토리시 | 지바현 가토리시 |
| 이타코역                        | 2.2      | 5.2            |                                                              | 이바라키현                                          | 이타코시        |                 |
| 노부카타역                      | 5.4      | 10.4           |                                                              | 이바라키현                                          | 이타코시        |                 |
| 가시마진구역                    | 3.8      | 14.2           | 가시마 임해 철도：오아라이가시마 선（여객 열차 환승역）      | 이바라키현                                          | 가시마시        |                 |
| （임시）가시마 축구 스타디움 역 | 3.2      | 17.4           | 가시마 임해 철도：오아라이가시마 선・가시마린코 선（화물선） | 이바라키현                                          | 가시마시        |                 |

- ※：사와라 역 - 가토리 역간은 나리타선
- 가시마 임해 철도 오아라이가시마 선과는 종점의 가시마 축구 스타디움 역에서 연결되고 있지만, 실제의 사와라 방면 - 가시마 신궁간의 여객 열차와의 환승역은 가시마진구 역이 된다.

## 카드 이용
전선에서 Suica의 이용을 할 수 없다. 2009년 3월 14일에 도쿄 근교 구간이되지만, 동시에 Suica의 이용이 가능해지는 나리타선과 접속하는 가토리역·사와라역을 제외하고 Suica·PASMO 등의 IC카드는 가시마 선 전역에서는 이용할 수 없다.